# SN 2002cz
SN 2002cz – supernowa odkryta 9 maja 2002 roku w galaktyce A133402-1449. W momencie odkrycia miała maksymalną jasność 18,80m.